# Orbigny
Orbigny – miejscowość i gmina we Francji, w Regionie Centralnym, w departamencie Indre i Loara.
Według danych na rok 1990 gminę zamieszkiwało 721 osób, a gęstość zaludnienia wynosiła 11 osób/km² (wśród 1842 gmin Regionu Centralnego Orbigny plasuje się na 532. miejscu pod względem liczby ludności, natomiast pod względem powierzchni na miejscu 31.).